# Woroscheika
Woroscheika (russisch Ворожейка, wiss. Transliteration Vorožejka) ist ein Dorf im Makowski selsowet des Jenisseiski rajon in der Region Krasnojarsk in Russland.

## Geographie
Das Dorf liegt im südlichen Teil des Rajons, am linken Ufer des Flusses Ket an der Mündung des Mendel in den Ket in einer Entfernung von etwa 110 Kilometern Luftlinie südwestlich der Stadt Jenisseisk, dem Verwaltungszentrum des Rajons. Die Höhe beträgt 139 Meter über dem Meeresspiegel.

## Klima
Das Klima ist stark kontinental geprägt, mit langen, frostigen Wintern. Die Durchschnittstemperatur des wärmsten Monats (Juli) beträgt 24,4 °C (absolutes Maximum: 37 °C). Die Durchschnittstemperatur des kältesten Monats (Januar) beträgt −27,7 °C (das absolute Minimum liegt bei −59 °C). Der durchschnittliche Jahresniederschlag beträgt 460 mm. In der warmen Jahreszeit (von April bis Oktober) fallen etwa 77 % der Niederschläge.

## Geschichte
Die erste Erwähnung des Dorfes findet sich in den Notizen des Gesandten N. G. Spafari im Jahr 1675. Der Name Woroscheika (in Dokumenten des 17.–18. Jahrhunderts Woroscheikinskaja und Woroschekkina) stammt vermutlich vom Spitznamen eines örtlichen Bauern, Kostja Woroscheika, der im zweiten Viertel des 17. Jahrhunderts bekannt war. Nach Angaben aus dem Jahr 1789 lebten im Dorf acht Menschen, 1859 waren es sieben, 1893 waren es zehn, 1917 lebten 19 Menschen im Dorf.
Nach Angaben von 1926 gab es in der Siedlung 26 Bauernhöfe und es lebten 113 Menschen (59 Männer und 54 Frauen) dort. Die nationale Bevölkerungszusammensetzung dieser Zeit wurde von Russen dominiert. Administrativ war es Teil des Makowski selsowet des Jenisseiski Rajon der Krasnojarsker Region des Föderationskreises Sibirien.
| 1789 | 1859 | 1893 | 1917 | 1926 | 2002 | 2010 | 2016 |
| ---- | ---- | ---- | ---- | ---- | ---- | ---- | ---- |
| 8    | 7    | 10   | 19   | 113  | 21   | 4    | 1    |

Den Ergebnissen der allrussischen Volkszählung von 2002 zufolge waren alle 21 Personen russischer Nationalität. Laut der allrussischen Volkszählung 2010 waren alle verblieben vier Einwohner Männer. 2016 lebte im Dorf nur noch eine Person.

## Straßen
Das Straßennetz des Dorfes besteht aus einer Straße (Bolschaja-Straße).